# معاهده بین‌المللی منابع ژنتیکی گیاهی برای غذا و کشاورزی
معاهده بین‌المللی منابع ژنتیکی گیاهی برای غذا و کشاورزی، (به انگلیسی: International Treaty on Plant Genetic Resources for Food and Agriculture) (که به ITPGRFA، معاهده بین‌المللی بذر یا معاهده گیاهی نیز یاد می‌شود)، یک معاهده جامع بین‌المللی در هم‌سویی با کنوانسیون تنوع زیستی بوده که هدف آن تضمین امنیت غذایی از طریق محافظت، تبادل و استفاده پایدار منابع ژنتیکی گیاهی جهان برای غذا و زراعت (PGRFA)، توزیع منصفانه و عادلانه سود به دست آمده از استفاده از آن، هم‌چنین به رسمیت شناختن حقوق کشاورزان است. این معاهده در سال ۲۰۰۱ میلادی در مادرید به امضا رسیده و در ۲۹ ژوئن ۲۰۰۴ اجرایی شد.

## ویژگی‌های اصلی

### کشورهای شرکت کننده
تا فوریه ۲۰۲۰، ۱۴۷ کشور جزو طرف‌های قرارداد معاهده گیاهی‌اند (۱۴۶ کشور و ۱ مؤسسه میان‌دولتی، اتحادیه اروپا).

## حقوق کشاورزان
این معاهده در تابعیت از قوانین ملی، حقوق کشاورزان را در موارد ذیل به‌رسمیت می‌شناسد: الف) حفظ دانش سنتی مرتبط با منابع ژنتیکی گیاهی برای غذا و زراعت؛ ب) حق اشتراک عادلانه در توزیع سود ناشی‌شده از استفاده منابع ژنتیکی گیاهی برای غذا و زراعت؛ و ج) حق اشتراک در تصمیم‌گیری، به سطح ملی، در مسائل مرتبط با تحفظ و استفاده پایدار از منابع ژنتیکی گیاهی برای غذا و زراعت. این معاهده سیستم چندجانبه دسترسی و توزیع سود را ایجاد می‌کند تا مبادلات ژرم‌پلاسم گیاهی و توزیع سود از طریق توافق‌نامه انتقال معیاری مواد (SMTA) تسهیل گردد.
با این حال، رجین اندرسن از پروژه حقوق کشاورزان، در میان دیگران، شامل اولیور دی شوتر، گزارشگر ویژه سازمان ملل در مورد حق دسترسی به غذا، استدلال می‌کند که تعبیر و تحقق حقوق کشاورزان ضعیف بوده و در تمام کشورها مشابه نیست. بدون تمرکز پایدار و قوی بین‌المللی بر احقاق حقوق کشاورزانی که از PGRFA (معاهده بین‌المللی منابع ژنتیکی گیاهی برای غذا و کشاورزی) برای نگهداری، استفاده، تبادله و فروش بذرهای نگهداشته شده در مزرعه، استفاده پایدار می‌کنند، تنوع ژنتیکی محصولات و تنوع زیستی زراعتی مرتبط به آن آسیب خواهد دید. به‌طور مثال، هند تعبیری از حقوق کشاورزان را در قانون محافظت از تنوع گیاهی و حقوق کشاورزان (PPV&FR) خود، در سال ۲۰۰۱ میلادی گنجانیده‌است که به کشاورزان این حق را می‌دهد تا بذرهای را که در مزرعه تولید کرده‌اند ذخیره کنند و بفروشند، حتی اگر حاوی ژن گونه‌های حفاظت‌شده باشند.
در سال ۲۰۱۹ میلادی، پذیرش اعلامیه سازمان ملل در مورد حقوق روستائیان و سایر افراد نواحی روستایی کار می‌کنند، حقوق کشاورزان که در معاهده گیاهی آمده‌است را تأیید دوباره کرد.

### نظام چندجانبه
این معاهده یک سیستم چندجانبه (MLS) را برای دسترسی و اشتراک منافع، میان آن کشورهایی که این معاهده را پذیرفته‌اند، برای فهرستی از ۶۴ مورد از مهم‌ترین محصولات غذایی و علوفه برای امنیت غذائی و وابستگی متقابل، ایجاد کرده‌است. جنس‌ها و گونه‌ها در ضمیمه ۱ معاهده فهرست شده‌اند.
این معاهده توسط سازمان غذا و زراعت (فائو) کمیسیون سازمان ملل در مورد منابع ژنتیکی برای غذا و زراعت (CGRFA) مورد مذاکره قرار گرفته و از سال ۲۰۰۶ به بعد، تحت نظارت فائو، ارگان مربوط به خود را دارد. نهاد حاکمه، قرار ماده نوزدهم، ارگان ارشد معاهده بوده و شامل نماینده‌های تمام طرف‌های قرارداد می‌باشد که وظیفه ابتدائی آن ترویج تطبیق کامل معاهده، شامل ارائه رهنمود پالیسی در مورد تطبیق معاهده است. نهاد حاکمه، رئیس و معاونین خود را در تطابق با مقررهای داخلی خود انتخاب می‌کند. آن‌ها بصورت جمعی به نام «هیئت اداری–دیوان» یاد می‌شوند.
برخی‌ها معتقدند که این معاهده می‌تواند یک مثال حاکمیت مسئولانه جهانی برای تضمین دسترسی به منابع اساسی ژنتیکی گیاهی برای امنیت غذایی حال و آینده برای کشاورزان و حوزه عمومی باشد. فصل هفتم گزارش دوم دربارهٔ وضعیت منابع ژنتیکی گیاهی جهان برای غذا و زراعت (SoWPGR-2)‏ که به نام «دسترسی به منابع ژنتیکی گیاهی، اشتراک منافع ناشی شده از استفاده و احقاق حقوق کشاورزان» یاد می‌شود، اساساً به معاهده بین‌المللی اختصاص یافته‌است.

### بدنه حاکم
- نهاد حاکمه برای اولین بار در ژوئن ۲۰۰۶ در مادرید نشست داشتند.[۹] این هیئت دارای یک بخش اداری بود و یک اعلامیه اجرائی به تصویب رسیده و در گزارش گنجانیده شد.[۱۰]
- دومین نشست نهاد حاکمه در اکتبر/نومبر ۲۰۰۷ در رم برگزار شد.[۱۱] این جلسه در میان موارد دیگر، دربارهٔ تطبیق حقوق کشاورزان، مقررات و استراتژی مالی، روابط با اتحادیه جهانی تنوع محصولات زراعتی، تطبیق سیستم چندجانبه (MLS) برای دسترسی و اشتراک منافع، بحث نمودند.[۱۲]
- نهاد حاکمه برای بار سوم در تونس در ژوئن ۲۰۰۹ تشکیل جلسه داد.[۱۳] این جلسه، کار ناتمام جلسه قبلی را ادامه داده و در میان سایر موارد، استراتژی مالی، سازگاری، استفاده پایدار، تطبیق حقوق کشاورزان، روابط با اتحادیه جهانی تنوع محصولات زراعتی و CGRFA و تطبیق سیستم چندجانبه (MLS) برای دسترسی و اشتراک منافع را مورد بحث قرار داد.[۱۴]
- چهارمین جلسه نهاد حاکمه در مارس ۲۰۱۱ در بالی اندونزی شکل گرفت.[۱۵] قبل از جلسه، هیئت نهاد حاکمه اعلامیه بالی دربارهٔ این معاهده را تصویب کردند[۱۶][۱۷] که آن‌ها را ملزم می‌سازد تا در بهبود تطبیق معاهده سهیم شده و در رسیدگی به چالش‌های فرسایش تنوع زیستی زراعتی، عدم امنیت غذایی، فقر مفرط و تأثیرات تغییرات اقلیمی کمک کنند؛ از طرف‌ها و ذینفعان مربوطه می‌خواهد تا فعالیت‌های شان در رابطه با MLS، استفاده پایدار PGRFA و حقوق کشاورزان را اولویت بندی کرده و بودجه بیشتری را بسیج کنند. با اضافه شدن مکانیزم‌های «سازگاری» و مقررات مالی، این موارد بیشترین زمان مذاکرات را در جلسه نهاد حاکمه گرفت. رابطه معاهده با CGRFA، پروتول ناگویای CBD، اتحادیه جهانی تنوع محصولات زراعتی و تنوع بیولوژیکی بین‌المللی نیز در میان راه حل‌ها وجود داشتند.
- پنجمین جلسه نهاد حاکمه در سپتامبر ۲۰۱۳، در مسقط عمان برگزار شد.[۱۸] به تعقیب این جلسه، مشاوره منطقه‌ای دو روزه نیز اجرا گردید. جلسه پنجم به موارد ذیل دست یافت:
  - قطعنامه حقوق کشاورزان (FRs) که تعهدات دولت مبنی بر تطبیق حقوق کشاورزان را تجدید کرد؛
  - یک فراخوان رمزگذاری شده به UPOV و WIPO انجام شد تا تأثیرات آن‌ها روی حقوق کشاورزان برای‌شان گزارش داده شود؛
  - پذیرش صمیمانه پیشنهاد توسط مؤسسات کشاورزان تا گزارشی در مورد وضعیت تطبیق حقوق کشاورزان برای GB6 تهیه کنند؛
  - اقدامات طرح شده برای بهبود استفاده پای‌دار منابع ژنتیکی گیاهی برای غذا و زراغت، مرتبط با تعهدات مبنی بر احقاق حقوق کشاورزان؛
  - تعهدات برای بازنگری و تغییر مکانیزم چندجانبه (MLS) دسترسی و اشتراک منافع، جلوگیری از غارت سیستم توسط مجوزهای ویژگی‌های بومی، به‌طور مثال؛
  - کمک‌های قابل ملاحظه مالی داوطلبانه از ناروی برای اتحادیه جهانی تنوع محصولات زراعتی و برای توزیع منافع به منظور حمایت از حفاظت در مزرعه؛
  - پذیرش تفاوت‌ها میان NGOها و مؤسسات کشاورزان و نیاز به شامل سازی نمایندگان جنبش اجتماعی کشاورزان در مذاکرات؛
  - درخواست از منشی تا در مورد مباحثات مرتبط با حقوق کشاورزان در سایر مجامع سازمان ملل شامل کمیته امنیت غذایی جهانی، گزارش بدهند. جوامع مدنی شامل NGOها (مانند CENESTA) و جنبش بین‌المللی کشاورزان، La Via Campesina، در جریان جلسه فعال بودند.[۱۹]